# Parafia Najświętszej Maryi Panny Królowej Polski w Świebodzinie
Parafia Najświętszej Maryi Panny Królowej Polski w Świebodzinie – jedna z trzech rzymskokatolickich parafii w mieście Świebodzin, należąca do dekanatu Świebodzin – NMP Królowej Polski diecezji zielonogórsko-gorzowskiej, metropolii szczecińsko-kamieńskiej w Polsce, erygowana 29 czerwca 1981. Obsługiwana przez księży diecezjalnych. Mieści się w Parku Chopina.